# 文華東方倫敦海德公園

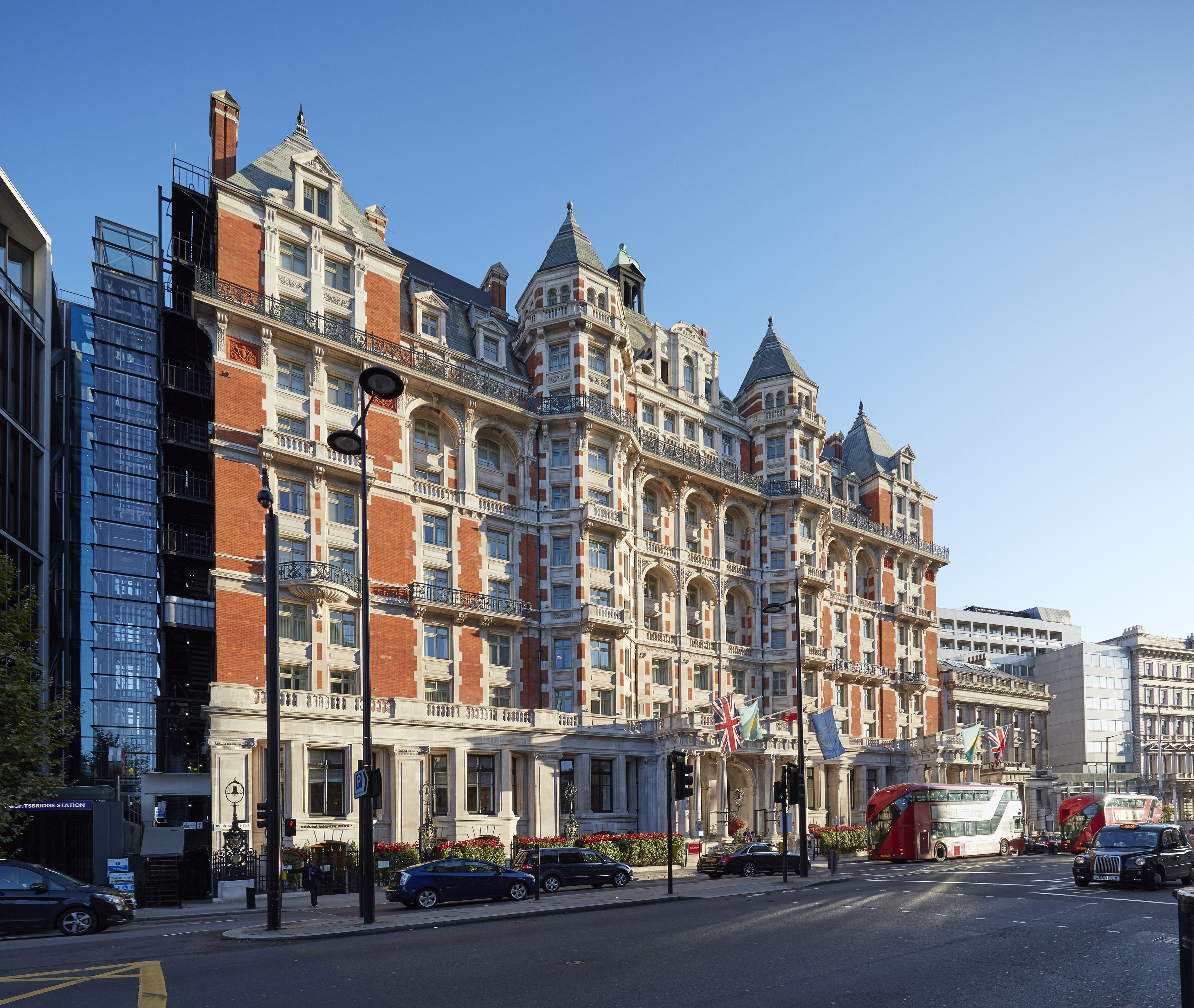

倫敦海德公園文華東方酒店是一家五星級酒店，位於倫敦騎士橋地區，由文華東方酒店集團擁有和管理。酒店坐落在一棟歷史悠久的愛德華時代風格建築內，最初於1908 年開業，當時名為海德公園酒店(Hyde Park Hotel)，1996 年文華東方酒店集團(Mandarin Oriental Hotel Group) 購買了該酒店並進行了全面翻修，並於2000 年5 月重新開業。

## 历史
酒店建築興建於1889年，最初是一座紳士俱樂部，是一座典型的維多利亞風格建築。1996年，該建築改為文華東方酒店。現在共有198間客房。

## 外部連結
- Mandarin Oriental Hyde Park, London （页面存档备份，存于）
- Dining at Mandarin Oriental Hyde Park, London （页面存档备份，存于）
- The Spa at Mandarin Oriental Hyde Park, London （页面存档备份，存于）